# Desvio (ferrovia)

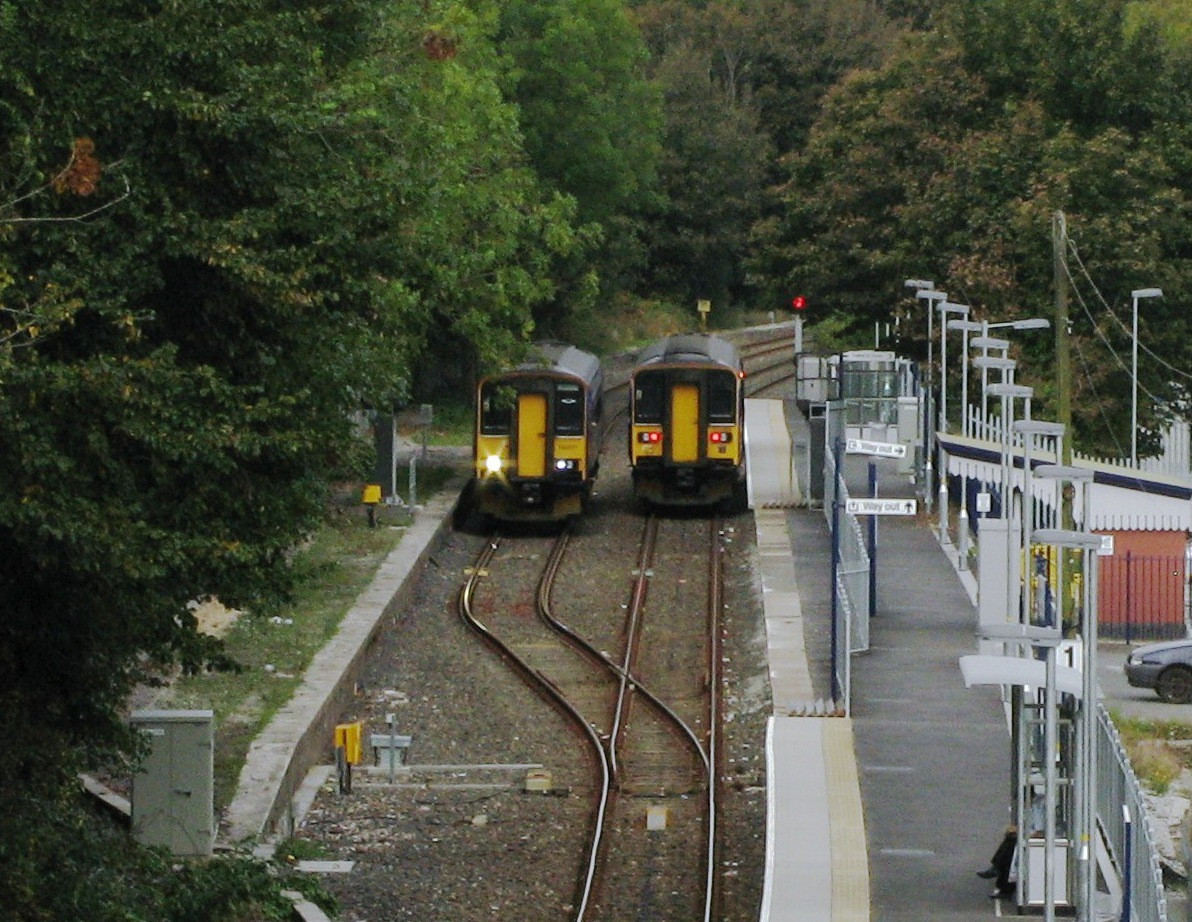
Um típico desvio de ultrapassagem
e manobras.

O termo desvio (em inglês:  siding), em operações ferroviárias, designa uma linha férrea adjacente à linha principal, ou a outro desvio, destinada aos cruzamentos, ultrapassagens e manobras de formação de trens (português brasileiro) ou comboios (português europeu), que se origina de outra via e fica totalmente contida na faixa de domínio desta.

## Detalhes

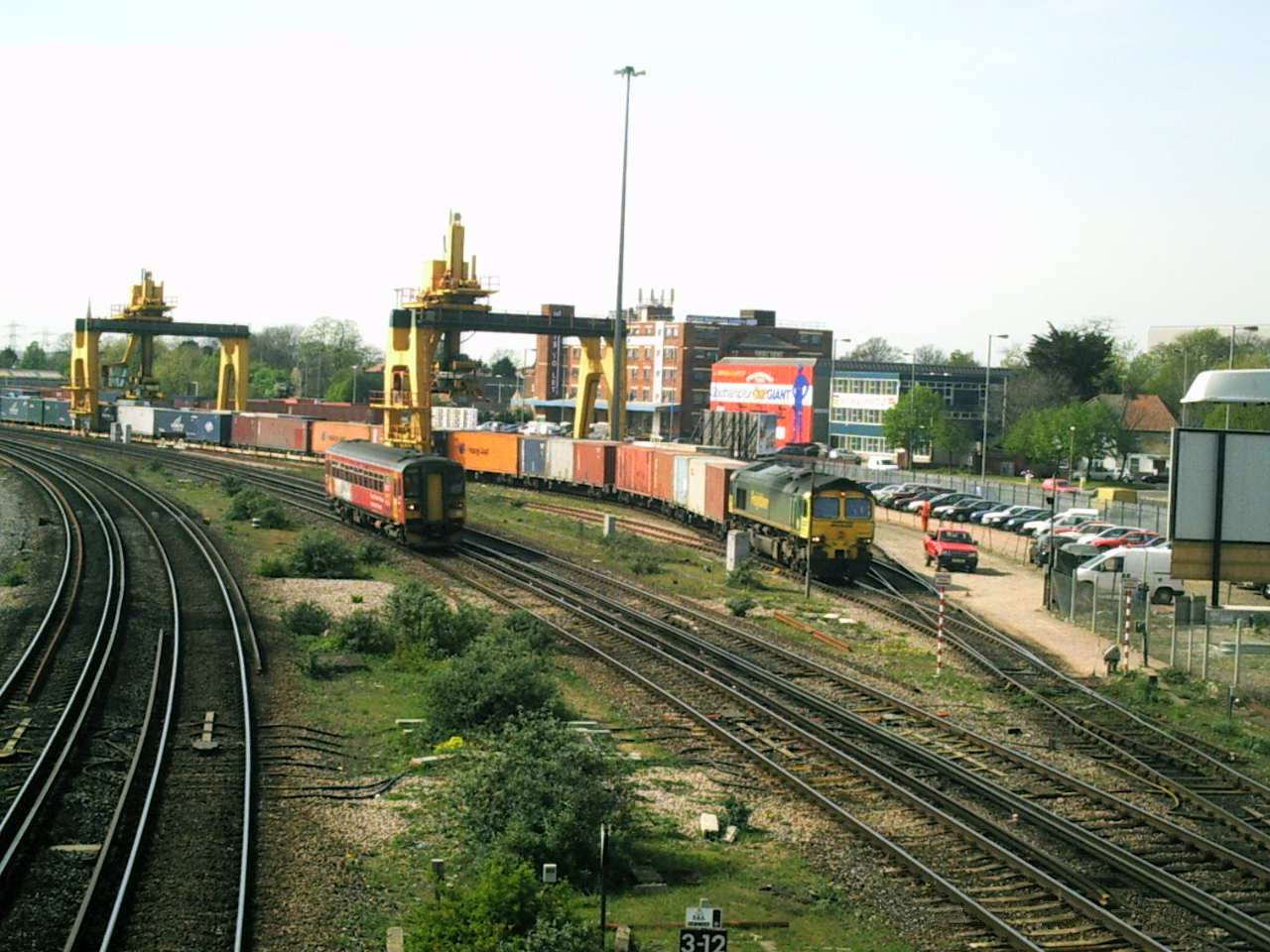
Conjunto de desvios em
uma estação de triagem.

Um desvio, é uma seção de pista separada das pistas principais, ou uma linha de passagem entre uma linha principal e um ramal. Ele pode se conectar a outras vias de passagem ou a outros desvios em qualquer das suas extremidades. Os desvios, possuem em geral, trilhos mais leves e de montagem mais simples, o que significa que eles suportam menores velocidades, menos tráfego e possuem pouca ou nenhuma sinalização. Desvios ligados a uma linha principal nas duas extremidades são em geral conhecidos como "loops"; caso contrário eles são chamados de desvios sem saída ou desvios mortos (inglês:  stubs).